# Angelica Aposteanu
Angelica Aposteanu –nombre de casada, Angelica Chertic– (Bistrița, 21 de agosto de 1954) es una deportista rumana que compitió en remo.
Participó en los Juegos Olímpicos de Moscú 1980, obteniendo una medalla de bronce en la prueba de ocho con timonel. Ganó tres medallas de bronce en el Campeonato Mundial de Remo, en los años 1974 y 1975.

## Palmarés internacional
| Juegos Olímpicos   | Juegos Olímpicos         | Juegos Olímpicos  | Juegos Olímpicos   |
| Año                | Lugar                    | Medalla           | Prueba             |
| ------------------ | ------------------------ | ----------------- | ------------------ |
| 1980               | Moscú (URSS)             | Medalla de bronce | Ocho con timonel   |
| Campeonato Mundial |                          |                   |                    |
| Año                | Lugar                    | Medalla           | Prueba             |
| 1974               | Lucerna (Suiza)          | Medalla de bronce | Cuatro con timonel |
| 1974               | Lucerna (Suiza)          | Medalla de bronce | Ocho con timonel   |
| 1975               | Nottingham (Reino Unido) | Medalla de bronce | Dos sin timonel    |